# Cnephasia incertana
The Light Grey Tortrix (Cnephasia incertana) là một loài bướm đêm thuộc họ Tortricidae. Nó được tìm thấy ở khắp châu Âu.
Sải cánh dài 14–18 mm. Con trưởng thành bay từ tháng 6 đến tháng 7.
Ấu trùng ăn a wide range of herbaceous plants such as Plantago và Rumex.